# Meichi Narasaki
Meichi Narasaki (japanisch 楢﨑 明智, Narasaki Meichi; * 13. März 1999) ist ein japanischer Sportkletterer.

## Karriere
Seit 2016 tritt Narasaki im Weltcup an. Beim Boulder-Weltcup in Vail 2017 stand er erstmals auf dem Podest; er wurde Zweiter.
2017 wurde er Jugendweltmeister in der Kombination, sowie jeweils Zweiter in den Disziplinen Bouldern und Lead. 2018 gewann er erneut die Jugendweltmeisterschaft, diesmal im Bouldern und im Lead. Im selben Jahr gewann er an den Asienmeisterschaften in Kurayoshi in der Kombination und im Bouldern Gold.
2024 konnte erstmals innerhalb einer Saison zwei Podestplätze belegen und wurde so Zweiter in der Weltcup-Gesamtwertung.
Sein älterer Bruder Tomoa Narasaki ist ebenfalls Sportkletterer.